# مارتین رولندز
مارتین رولندز (انگلیسی: Martin Rowlands؛ زادهٔ ۸ فوریهٔ ۱۹۷۹) یک بازیکن فوتبال اهل ایرلند است.